# NGC 6076/1
NGC 6076/1 је елиптична галаксија у сазвежђу Северна круна која се налази на NGC листи објеката дубоког неба.
Деклинација објекта је + 26° 52' 19" а ректасцензија 16h 11m 12,9s. Привидна величина (магнитуда) објекта NGC 6076 износи 14,4 а фотографска магнитуда 15,4. NGC 60761 је још познат и под ознакама UGC 10253, MCG 5-38-23, CGCG 167-34, near SAO 84233, PGC 57409.